# Gemarmerde oogbladroller
De gemarmerde oogbladroller (Epinotia ramella) is een vlinder uit de familie Tortricidae (bladrollers). De spanwijdte van de vlinder bedraagt tussen de 13 en 16 millimeter. De soort overwintert als ei.

## Waardplanten
De gemarmerde oogbladroller heeft berk en wilg als waardplanten. De rups eet van de katjes.

## Voorkomen in Nederland en België
De gemarmerde oogbladroller is in Nederland en in België een algemene soort, die verspreid over het hele gebied kan worden gezien. De soort vliegt van juni tot in november.